# Ibias
Ibias es un concejo español de la comunidad autónoma del Principado de Asturias. Limita al norte con Allande y Fonsagrada y Negueira de Muñiz (provincia de Lugo), al este con Degaña y Cangas del Narcea, al sur con Peranzanes y Valle de Ancares (provincia de León) y al oeste nuevamente con Fonsagrada y Navia de Suarna, ambas de Galicia. Cuenta con una población de 1098 habitantes a 1 de enero de 2024.
Es uno de los municipios asturianos en los que se habla eonaviego.

## Geografía

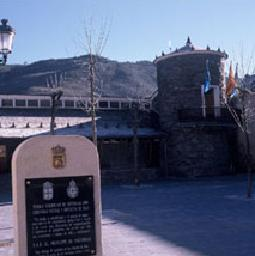
Casa consistorial

### Relieve
El relieve configura dos zonas topográficamente diferentes, aunque con rasgos similares. Al sur, se localizan las alturas y pendientes más abruptas, el resto del territorio se caracteriza por formas más suaves y culminaciones aplanadas. Esto marca un concejo con fuertes contrastes ya que va desde los 200 metros del río Ibias hasta los 2000 de sus sierras. La cima más elevada es el pico Miravales de 1969 metros de altitud. Otros picos a destacar son: el pico de Ciallo de 1549 metros, las Leiras de 1427 metros, el Teso del Cortín de 1201 metros, etc. 
El concejo forma parte de la cuenca del río Ibias y parte de la cuenca del río Navia. Su red hidrográfica está marcada por el río Ibias que atraviesa el concejo de este a oeste y recibe sus aguas de numerosos afluentes como son: el Forma, el Cervos, el Piliceiro, etc. 

## Naturaleza
La parte este del concejo de Ibias pertenece al parque natural de las Fuentes del Narcea, Degaña e Ibias. Por otra parte, en el concejo de Ibias se encuentra un lugar de excepcional interés ecológico, el bosque de Muniellos
En lo referente a su masa arbórea, conserva su vegetación autóctona con alcornoques, castaños, madroños, etc. En alguna zona ha habido repoblación con coníferas. Hay monte bajo con abundancia de matorrales de tojos, arándanos, escoba y helechos. En las zonas más altas hay bosques de hayas y castaños. No faltan los robles. También es importante en estas zonas el brezo, base de las excelentes mieles de montaña de la zona -uno de los varios tipos de miel que se producen en el concejo-, recolectadas a gran altitud.
La fauna es muy variada y abundante. Cuenta, por ejemplo, con urogallos, zorros, lobos, martas, jinetas, gatos montés, liebres, tejones, corzos, jabalís, rebecos u osos pardo.

## Historia
Un relato sostiene que tras el diluvio universal los descendientes de Noé se desperdigaron por el mundo. Uno de sus nietos, Tubal, llegaría a Asturias y allí reinaría. Esta tesis se apoya en los topónimos hebreos de varios lugares asturianos. En el caso de Ibias "hay un cerro alto, que se llama Ron, que en la misma lengua (hebreo) quiere decir Altura, cual es la de este Collado donde está la Torre antigua de Ron".
La historia física más antigua de Ibias comienza con los restos de dolmenes. Destacan el dolmen de Pradías y el de Seroiro. La Edad del Hierro, aparece marcada por la cultura de los castros. Hay restos en Cecos, Villameirín, Fondodevilla, Sena o Laguía. Fue importante la presencia del imperio romano, que tuvo como objetivo los yacimientos de hierro, plata y sobre todo oro del occidente asturiano. Los dólmenes, los castros y los restos de la minería romana conforman el patrimonio arqueológico más importante del concejo.
Ibias en la Edad Media pasa a ser encomendada a señores feudales. La casa de Ron tiene particular importancia. Linares
La orografía montañosa con la consecuente dificultad de comunicaciones hace que Ibias permaneciera relativamente al margen de las grandes guerras. La guerra de independencia, la carlista, o la guerra civil no afectaron de forma significativa al concejo. A finales del siglo XIX empiezan a llegar las comunicaciones por carretera. Como sucede prácticamente en toda España, tras la guerra civil comienza también en Ibias un éxodo del campo a las ciudades.

## Demografía
Ibias cuenta con una población de 1098 habitantes (INE 2024).
| Gráfica de evolución demográfica de Ibias entre 1842 y 2021 |
| |
| Entre el censo de 1877 y el anterior, disminuye el término del municipio porque independiza a 33022 (Degaña) Población de derecho según los censos de población del INE Población de hecho según los censos de población del INE |

Ibias tuvo una densidad de población relativamente alta para ser un concejo de montaña. Pero conoció en la segunda mitad del siglo XX, un acusado despoblamiento consecuencia de la pérdida de vigencia del modelo productivo histórico basado en el trabajo rural. Se produjo una emigración a diferentes lugares de América, Europa, y a los centros industriales asturianos o del resto de España. Más recientemente también ha influido el cese de la actividad minera.
La densidad de población no llega a 10 habitantes por kilómetro cuadrado. No obstante, hay que tener en cuenta que muchas de las edificaciones del concejo se han mantenido como segundas residencias de familiares de los antiguos habitantes del pueblo. De este modo, aunque el concejo pierda población residencial mantiene una significativa población flotante durante los fines de semana y el período estival.

## Comunicaciones
Su capital, San Antolín de Ibias, está situada a 148,4 km de Oviedo, 167,1 km de Gijón y 139,2 km de Avilés. Se encuentra a 52 km de Fonsagrada en la provincia de Lugo. Por el concejo discurren varias carreteras comarcales.
De la Red Comarcal:
| AS-29  | San Antolín de Ibias - La Regla                                                   |
| AS-210 | De la AS-29, San Antolín de Ibias - La Regla, al límite con Galicia, por Marentes |
| AS-212 | San Antolín de Ibias - Degaña                                                     |

## Economía
Tradicionalmente la economía se ha basado en el sector primario. Han predominado el ganado y la agricultura; el ganado con la cría de ovejas y cabras que paulatinamente dio paso a la cría de ganado mayor de vacas; la agricultura con el cultivo de alcacer —la hierba verde de la cebada—, centeno y escanda hasta la introducción del maíz y la patata. El centeno ha sido desde siempre uno de los sembrados clave y abundante. Con este cereal se elaboraba el pan y además se utilizaba para construir o rehacer las cubiertas de las casas y cabañas de teito. Se mantiene la vieja tradición de cultivo del viñedo, existiendo importantes bodegas por ejemplo en Cecos. Es significativa también la actividad apícola, dadas las excelentes cualidades naturales de la zona para la elaboración de miel.
El sector secundario se basó tradicionalmente en la extracción minera de antracita, el resto de actividad industrial apenas es significativo. La actividad minera se desarrolló principalmente en Tormaleo, vinculada con las explotaciones mineras de interior y cielos abiertos de Coto Minero Cantábrico. En la actualidad sólo se explota una mina subterránea en la citada localidad.
El sector terciario se concentra en San Antolín, la capital del municipio, y en Luiña. Hay además diferentes establecimientos hoteleros en otras zonas del concejo.

## Administración y política

### Gobierno municipal
En el concejo de Ibias, desde 1979, el partido que más tiempo han gobernado ha sido el PSOE. La actual alcaldesa es Gemma Álvarez Cereigido (PP).
| Periodo   | Nombre                       | Partido | Partido                                                |
| --------- | ---------------------------- | ------- | ------------------------------------------------------ |
| 1979-1983 | José María Cancio Cancio     |         | Unión de Centro Democrático (UCD)                      |
| 1983-1987 | Antonio Méndez Rodríguez     |         | Federación Socialista Asturiana (FSA-PSOE)             |
| 1987-1999 | José María Cancio Cancio     |         | Centro Democrático y Social (CDS)                      |
| 1999-2007 | María Nélida Barrero Pantigo |         | Federación Socialista Asturiana (FSA-PSOE)             |
| 2007-2011 | María Nélida Barrero Pantigo |         | Candidatura Agrupación de Electores Alternativa (AASI) |
| 2011-2015 | José Ron Méndez              |         | Foro Asturias (FAC)                                    |
| 2015-2019 | Silvia Méndez                |         | Federación Socialista Asturiana (FSA-PSOE)             |
| 2019-2022 | Gemma Álvarez Cereigido      |         | Partido Popular (PP)                                   |
| 2022-2023 | Silvia Méndez                |         | Federación Socialista Asturiana (FSA-PSOE)             |
| 2023-act. | Gemma Álvarez Cereigido      |         | Partido Popular (PP)                                   |

| Partido político    | Partido político                                                    | 1979   | 1983   | 1987   | 1991   | 1995   | 1999   | 2003   | 2007   | 2011   | 2015   | 2019   | 2023   |
| Partido político    | Partido político                                                    | Ediles | Ediles | Ediles | Ediles | Ediles | Ediles | Ediles | Ediles | Ediles | Ediles | Ediles | Ediles |
|                     | Federación Socialista Asturiana (FSA-PSOE)                          | 1      | 4      | 4      | 3      | 3      | 3      | 6      | 2      | 1      | 3      | 4      | 4      |
|                     | Foro Asturias (FAC)                                                 | —      | —      | —      | —      | —      | —      | —      | —      | 4      | 2      | 2      | 1      |
|                     | Alianza Popular (AP)-Partido Popular (PP)                           | 0      | 0      | 0      | 0      | 2      | 3      | 4      | 3      | 0      | 1      | 1      | 4      |
|                     | Podemos-NOS-Ibias                                                   | —      | —      | —      | —      | —      | —      | —      | —      | —      | 3      | 2      | 0      |
|                     | Alternativa Socialista de Ibias (ASO)                               | —      | —      | —      | —      | —      | —      | —      | —      | 3      | —      | —      | —      |
|                     | Candidatura Agrupación de Electores Alternativa (AASI)              | —      | —      | —      | —      | —      | —      | —      | 3      | —      | —      | —      | —      |
|                     | Partido Comunista de España (PCE)-Izquierda Unida (IU)              | 3      | 2      | 1      | 2      | 1      | 1      | 1      | 1      | 1      | —      | —      | —      |
|                     | Unión Renovadora Asturiana (URAS)-Partíu Asturianista (PAS)         | —      | —      | —      | —      | —      | 4      | —      | —      | —      | —      | —      | —      |
|                     | Unión de Centro Democrático (UCD)-Centro Democrático y Social (CDS) | 7      | —      | 6      | 6      | 5      | —      | —      | —      | —      | —      | —      | —      |
|                     | Independientes                                                      | —      | 5      | —      | —      | —      | —      | —      | —      | —      | —      | —      | —      |
| Total de concejales | Total de concejales                                                 | 11     | 11     | 11     | 11     | 11     | 11     | 11     | 9      | 9      | 9      | 9      | 9      |

### Organización territorial

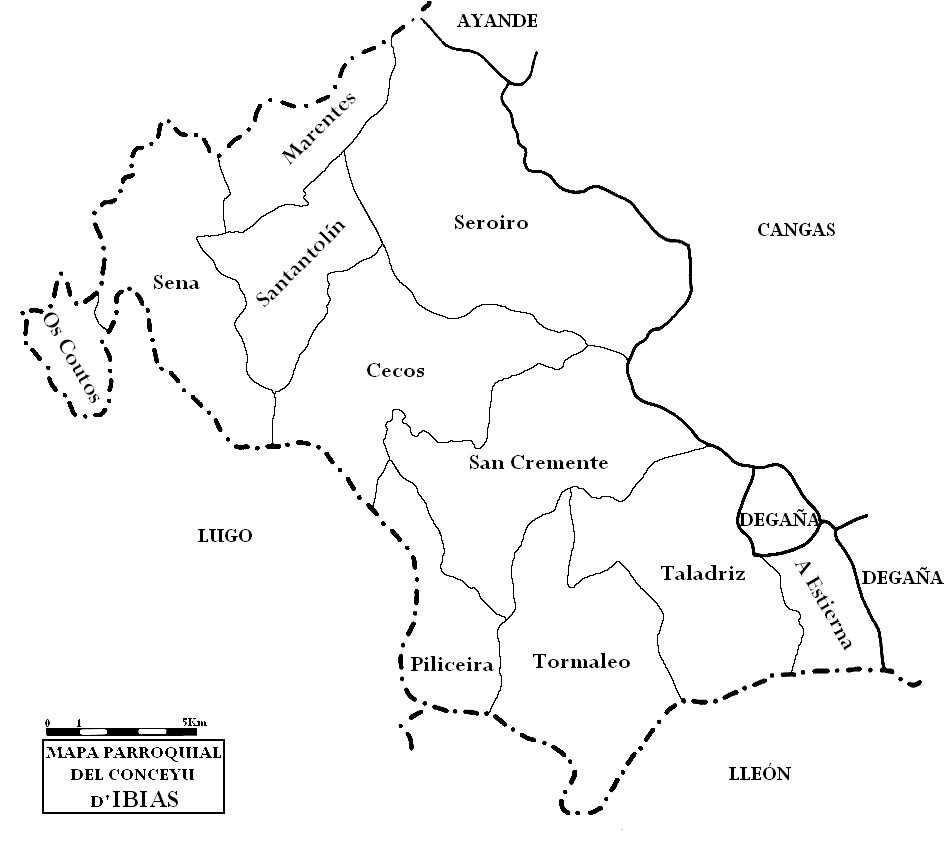
Mapa antiguo de las parroquias del concejo de Ibias

El concejo de Ibias está dividido en 11 parroquias. A su vez cada parroquia cuenta con diferentes núcleos de población y aldeas, que en ocasiones se encuentran desperdigadas en las laderas de las montañas. 
- Cecos
- Marentes
- Os Coutos
- Pelliceira (Peliceira)
- San Antolín (Santo Antolín)
- San Clemente
- Sena
- Seroiro
- Sisterna (Astierna)
- Taladrid (Taladriz)
- Tormaleo

## Cultura

### Construcciones singulares
Este concejo carece de grandes monumentos pero tiene unos bonitos ejemplos románicos y una construcción popular muy interesante. Destacaremos:
- La iglesia parroquial de San Antolín de Ibias, es de una sola nave cubierta con bóveda de cañón, ábside semicircular abovedado y techumbre de madera. En su exterior destaca el pórtico, de finas columnillas que descansa sobre un murete. Al actual edificio se le fueron haciendo reformas y añadidos que van desde el siglo XIII hasta el XIX.

- La iglesia de Cecos. Su nave está cubierta con artesonado de madera, su capilla es abovedada y tiene nervios cruzados para reforzarla. Tiene unos bonitos retablos barrocos del siglo XVIII, de un solo piso y separado de los laterales por columnas terciadas. Tiene una gran decoración en la calle central.

- La iglesia de Taladrid del siglo XVIII, con cubiertas de madera a dos aguas, tiene capilla lateral y sacristía, Hay que destacar la techumbre de la capilla central que es en forma de artesa, algo muy poco común en Asturias.

- El palacio de Tormaleo, prácticamente en ruinas.

- Cortin en las inmediaciones de Villardecendias. Es un recinto amurallado de piedra seca con lajas que sobresalen en la parte superior para impedir que los osos entren trepando

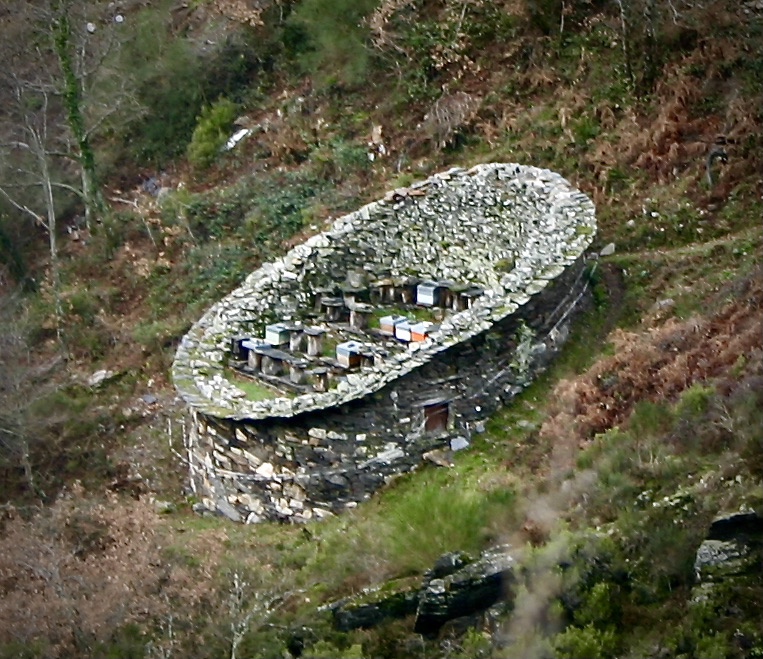
Cortin en las inmediaciones de Villardecendias. Es un recinto amurallado de piedra seca con lajas que sobresalen en la parte superior para impedir que los osos entren trepando

El palacio de Ron o de Barrero, es del siglo XVIII, y es más una casona rural. Tiene una torre central de tres pisos edificada en mampostería y tejado de pizarra a la que se le pusieron dos alas laterales. Tiene otras construcciones complementarias. El recinto se rodea de un muro almenado y sobre la puerta rematada en arco de medio punto, está el escudo tallado en madera con una "R" en el centro.

### Arquitectura popular
Las construcciones con teito pertenecen a la arquitectura popular autóctona, destinadas a viviendas, pajares, cabañas para ganado, hórreos y otros pequeños edificio auxiliares. Son edificios con muros de piedra y techumbre vegetal de paja de centeno. En Ibias, Degaña y Cangas de Nancea el teitado se hace con la técnica a beu. Los teitos mantienen la forma redondeada del edificio. El interior comparte vivienda con establo de animales; son las casas-establo que en los Ancares se conocen como pallozas.
Entre estas construcciones populares, destacan sus hórreos que antaño tuvieron la techumbre de paja y que se cambió por la pizarra. Se pueden encontrar varios hórreos tallados.
También sobresalen las construcciones destinadas a las abejas. La más importante es el cortín, de forma circular con muros hechos de mampostería de más de dos metros de altura, con aleros hechos de losas planas, en cuyo interior se colocan las colmenas para protegerlas del oso. En la parroquia de Seroiro, aparecen los talameiros, o pequeñas torres de planta cuadrada y unos tres metros de alto, en cuya parte superior se colocaban las colmenas sobre unos tablones.

### Industria tradicional

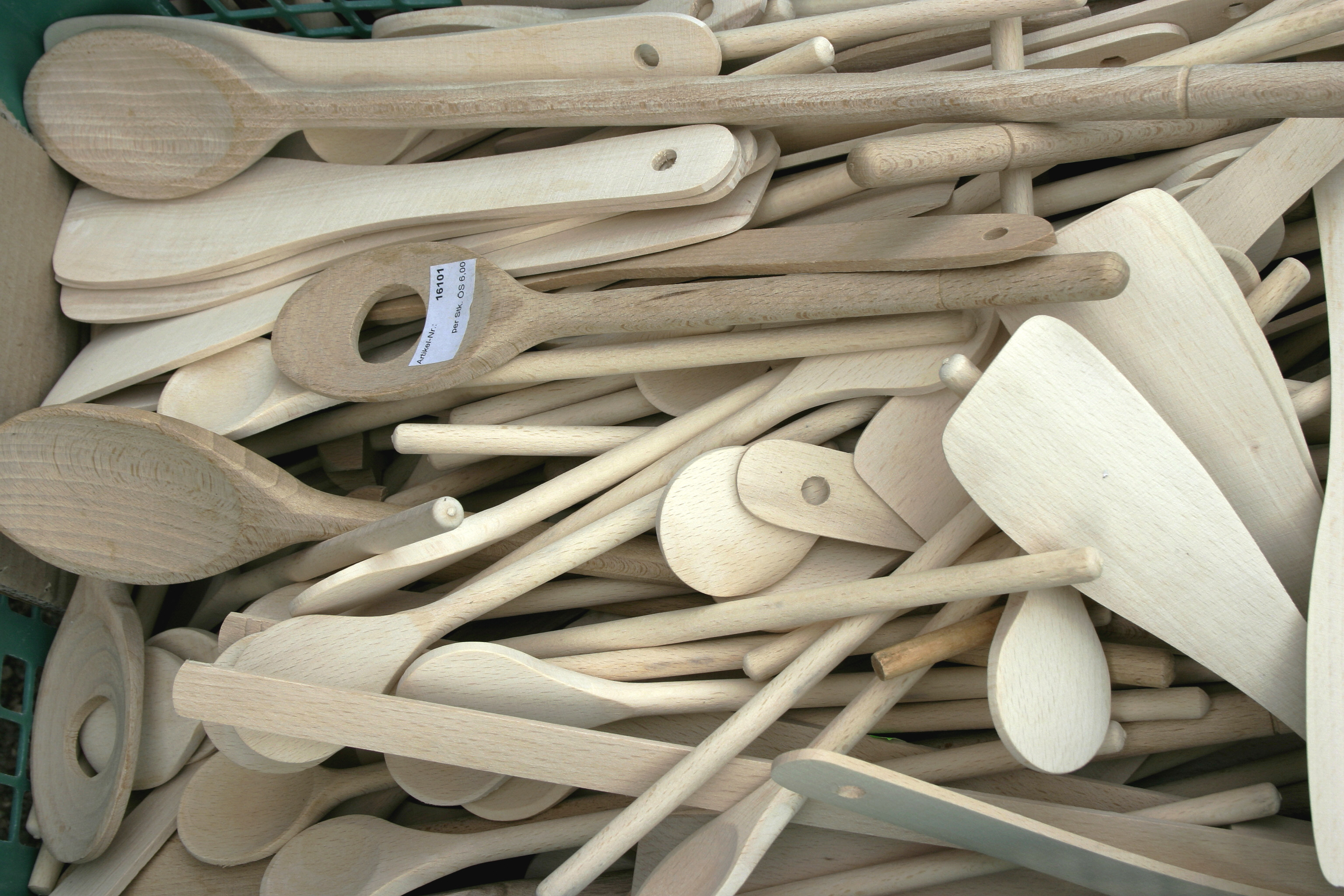
Cubiertos de madera al modo tradicional

En el concejo de Ibias y en algún otro pueblo cercano tuvieron fama desde tiempo remotos los artesanos de la madera. En ocasiones todos estos artesanos son englobados dentro de la categoría genérica de tixileiros. Así se hace en el Museo Etnográfico el Tixileiro de Sisterna. 
Los cunqueiros —artesanos de concos o cuencos de madera— fabricaban recipientes de madera y vajillas enteras en una época en que no era posible utilizar otro material.

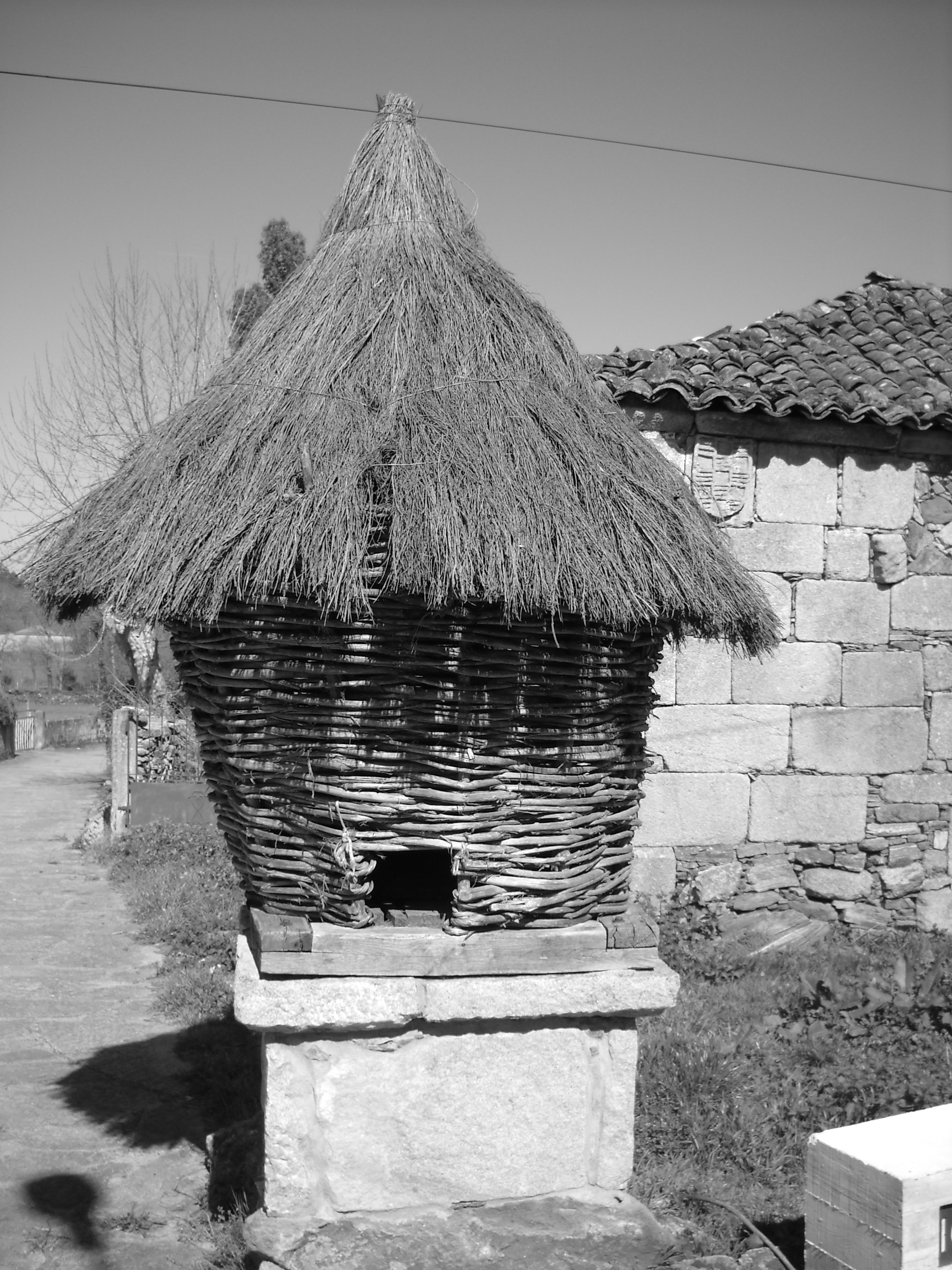
Cabazo (hórreo) de cesto en Melide (Galicia)

El trabajo de los cesteiros consistía en el trenzado o entrelazado hecho con tiras de castaño, avellano o roble. La tarea realizada era y es de muy distinta índole. Se llegaban incluso a hacer con entretejido las paredes de los antiguos hórreos de los que se conservan algunos ejemplares en Galicia.
El oficio de trabajar la madera era fundamentalmente ambulante. Los artesanos pasaban largas temporadas en sus pueblos elaborando todo tipo de utensilios para luego venderlos en mercados y ferias. Incluso llevaban consigo los tornos en las caballerías para retocar las piezas o confeccionar por los pueblos los utensilios solicitados.

### Otros elementos
Tiene la consideración de patrimonio etnográfico El Aguinaldo - La festa dos reises de la que se habla posteriormente. También hay referencias a una antigua institución, las "aguas amargas". En esencia, parece que hubo una costumbre consistente en raspar el ara del altar para obtener polvo y beberlo con agua, ya que así se creía que se tendría un buen embarazo.

### Fiestas
- En marzo: el día 19, las fiestas de San José en Seroiro.
- En mayo: el día 22, las fiestas de San Bernardino en Pelliceira.
- En junio: el día 29, las fiestas de San Pedro en Alguerdo.
- En junio: el día 12, las fiestas de San Antonio en Santa Comba (Los Cotos)
- En julio: el día 16, las fiestas del Carmen en Taladrid y el día 22, las fiestas de Santa María Magdalena en Marentes.
- En agosto: el día 15, las fiestas de Santa María en Sisterna y la fiesta de la Campa en Tormaleo.
- En agosto: el día 7 y 8, fiestas de San Roque en Buso.
- En agosto: tercer fin de semana, fiestas de San Agustín en Sena.
- En septiembre: el primer domingo, la fiesta de la patrona de San Antolín.
- En diciembre: el día 23, las fiestas de San Clemente en el pueblo de su nombre.
- En enero: el 6, día de Reyes una fiesta recuperada de su historia, en el que varios personajes disfrazados piden el aguinaldo. Esta fiesta El Aguinaldo - La festa dos reises está considerada por el Ayuntamiento como parte del patrimonio etnográfico de Ibias.[16]